# Gaziantepspor
Gaziantepspor a fost un club de fotbal din Gaziantep, Turcia. Echipa a susținut meciurile de acasă pe Stadionul Kamil Ocak cu o capacitate de 17.000 de locuri.
În 2019, FIFA a penalizat clubul cu anularea a 21 de puncte din cauza datoriilor către foști jucători. Deoarece creditorii nu au fost plătiți înainte de sezonul 2019-20, clubul a fost exclus din campionatul profesionist al Turciei, ajungând în liga amatorilor, cu o penalizare de 15 puncte. În a patra divizie, Gaziantepspor a încheiat pe ultima poziție, apoi a fost declarat falimentul clubului care și-a închis toate activitățile.